# 維園阿伯

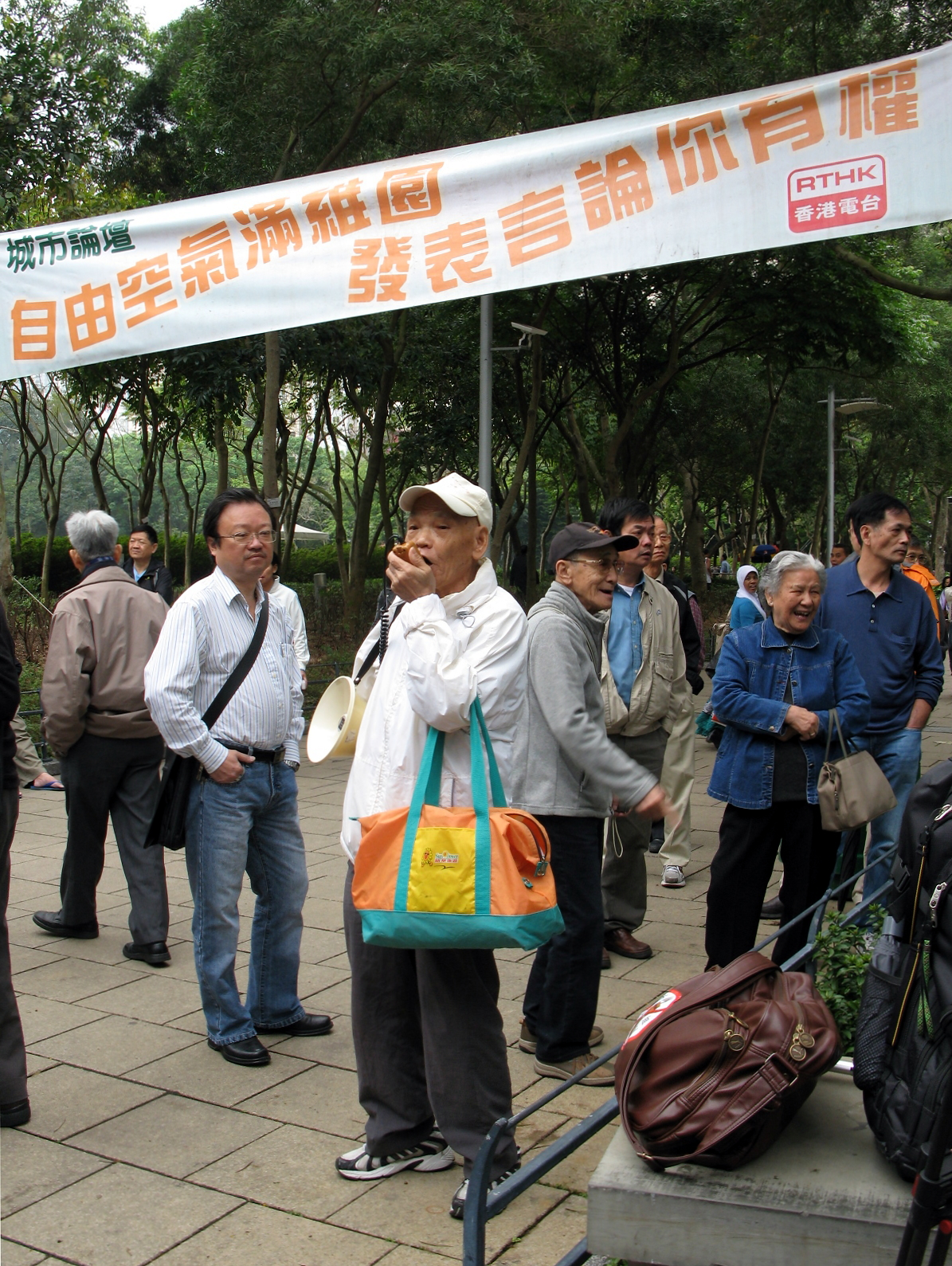
維園阿伯於場外大肆喧嘩

維園阿伯，起源於香港電台所舉辦的政論節目《城市論壇》，每逢週日，該論壇大多數會在香港銅鑼灣維多利亞公園（維園）進行並直播。討論中，當香港泛民主派或其支持者在節目上發言時，常有一班人士於場內、埸外大肆喧嘩。除了用擴音器，也試過圍堵港台接載嘉賓的車輛，用手杖打車身。因為他們以年長男性為主，所以被稱為「維園阿伯」。

## 身分
香港電台公共事務組總監張國良憶述，大罵民主派議員的維園阿伯大約於1989年六四事件之後出現，此後聲音愈來愈大。
香港電台高級監製、《城市論壇》監製兼節目主持人謝志峰，則指維園阿伯是以個人身份出現，久而久之，志同道合就走在一起，遇到與他們意見相左的嘉賓便一齊發出噓聲。大部份維園阿伯依舊記著在1967年由新華社香港分社及香港左派團體策動的六七暴動，當時他們在參與六七暴動期間遭受港英政府鎮壓，這個情意結在2000年代依然未能解開，有時甚至他們罵的自己也不相信，只因某些需要才作出怒罵。

### 知名成員
- 文浩泉（泉叔），前工聯會屬下香港中華煤氣公司華員職工總會理事。區議會選舉，曾為民建聯的深水埗區議會候選人范國輝助選[3]。
- 許金池，於2013年8月27日病逝，終年81歲[4][5]。早年曾嚮應毛澤東參與大躍進等活動，並多番在香港電台節目《針鋒相對》中發表意見。曾任職於麗的呼聲（亞洲電視前身）的空調部主管及香港大學擔任物業管理、巴士公司及船務等行業[6]，退休後一直活躍於多個組織。曾身為民建聯深水埗支部委員，及九龍社團聯會理事及華南電影工作者聯合會成員[3][7][8][9][10][11][12]。
- 劉華（劉伯），曾任職的士司機，早年參與過六七暴動之工潮，嚮應工聯會組織的港九各業工人反對港英迫害委員會，參與罷工行列。他亦為工聯會屬下汽車交通運輸業總工會之成員[3]。
- 林伯，強調自己無黨無派，來《城市論壇》目的只為糾正政府，做得好讚，做得差彈。[11]

## 模式及行為
2009年3月15日，社會民主連線立法會議員梁國雄欲進入《城市論壇》節目場地時，一度被十多名「維園阿伯」重重包圍，雙方一度推撞，有「阿伯」更以雨傘追打梁國雄，類似事情時有發生。即使維園阿伯有嚴重暴力行為，但執法人員以至城市論壇的主持人視若無睹，予以包容。而每當香港親中共及親建制人士發起群眾運動，維園阿伯會在旁搖旗吶喊助威；而他們亦曾破壞任何由民主派舉辦的活動（如七一遊行）。他們對香港親共人士十分認同。現時「維園阿伯」已成為只重香港过去的老人的代名詞。他們懶理別人的評價，繼續在論壇內外發聲。

## 檢控
「維園阿伯」一般只會場內吶喊，阻礙某些議會者發言，絕少會出手傷人。其中一次檢控事件，是一名被稱為「好好先生」的阿伯在其他人的煽動下，向當時出席論壇的梁國雄出拳。事後，有關阿伯被警方拘捕，被控以普通襲擊罪名。在落案後，阿伯在記者的包圍及追問下，一度在警署門外落淚。
另外，一名經常出席《城市論壇》的「維園阿伯」文浩泉（泉叔）被控在2014年佔領運動期間，向一名支持佔領運動的年輕男生陳皓桓叉頸作勢施襲，事後文浩泉被裁定普通襲擊罪罪成，被判囚7日。文浩泉其後上訴，2016年3月獲高等法院撤銷定罪。

## 影響
香港商業電台在廣播中有時亦會加插一些對時政的批評，由林海峰講述。林海峰將他的政評時段取名為「維園阿伯」，採取了這群人對時政不滿而叫喊的特性。
在維他飲品廣告系列中，有一個維他檸檬茶電視廣告以「維園阿伯」為題材，該廣告於1990年代後期播放。據拍攝該廣告的廣告公司職員事後憶述，那個廣告的主角最初其實並不肯參與演出，後來廣告公司在公園內搭起了模擬論壇（台上寫的並不是「城市論壇」，而是「城市論台」，字體亦與《城市論壇》不同。）的環境，又請人在台上發言，引得該位「阿伯」在旁邊叫喊，廣告公司才可以進行拍攝。
近年，港台節目《城市論壇》不單有「維園阿伯」圍攻民主派，更有不少建制派青年團攻擊民主派，如自由黨青年團的李梓敬。2010年開始出現一班年輕的反攻建制派人士，更被稱為「維園阿哥」。「維園阿哥」出現，曾改寫了《論壇》。他們大部份為年輕人，於論壇會場上集結，踴躍發言，政治立場與「維園阿伯」相反，互相爭論。自此亦引來泛民及建制派就議題熱衷於出席該論壇活動，以爭取發言空間及傳媒曝光率。

## 發展
自1990年以來，「維園阿伯」一直壟斷發言空間，經常發表親中共的言論，並常喝罵民主派嘉賓。自2010年起，越來越多年青人出席並於城市論壇中發表言論，為城市論壇加入了新的原素，亦同時打破了了一直以來「維園阿伯」壟斷發言空間的主導地位，使原本積極發言的維園阿伯黯然失色。但到了2011年區議會選舉後，那些年輕人出席直播城市論壇的人數愈來愈少，「維園阿伯」再次成為壟斷發言空間的主導地位。但不少年輕人仍有參與論壇。
香港中文大學社會學系副教授陳健民卻認為「維園阿伯」未來只有很少的承傳：「隨著這群老人的老去，中年人和青年人都有不同思想模式，加上社會、政治環境的轉變，這個群體將慢慢消失。」「維園阿伯」之一許金池承認，「阿伯」都因為各自的原因逐漸少到維園，當中大部分是因為健康欠佳甚至已經過身。就如以往每次必定出席論壇的活躍分子高佬華，也因為跌倒致行動不便已沒有再去維園。香港電台張國良曾說過去10多年，台下不是阿伯就是學生，場內場外維園阿伯有20多人，港台員工都記得他們的姓氏花名，曾幾何時《城市論壇》只有阿伯捧場，直到2010年「維園阿哥」出現帶起了仇视大陆之风。
2012年12月，青年民建聯的周浩鼎與自由黨青年團主席李梓敬、新民黨青委會主席甘文鋒等建制派維園常客成立香港青年時事評論員協會，周並身兼主席一職。協會成員由建制派所主導，但亦有Roundtable朱浩霆等屬泛民人士擔任會董。